# Peter Vollmer (Politiker)

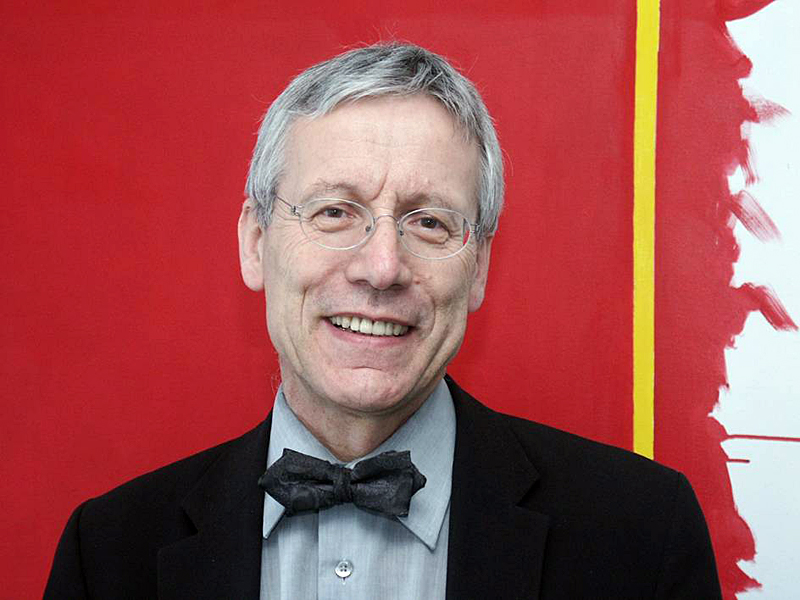
Peter Vollmer

Peter Vollmer (* 14. April 1946 in Bern) ist ein Schweizer Politiker (SP).

## Leben
Peter Vollmer studierte Nationalökonomie und promovierte. Er war zwischen 1977 und 1986 im Stadtrat der Stadt Bern, zwischen 1986 und 1989 Grossrat des Kantons Bern und zwischen 1989 und 2007 Nationalrat. Nach seinem Rücktritt aus dem Nationalrat war er als Direktor der Verbände öffentlicher Verkehr VÖV  und Seilbahnen Schweiz tätig. Beim Grand Prix von Bern gehört er nach wie vor zu den sogenannten «Golden Runners», eine Auszeichnung für Läufer, welche seit der ersten Ausgabe 1982 an jedem Lauf teilgenommen haben.